# Montasola
Montasola település Olaszországban, Lazio régióban, Rieti megyében. Lakosainak száma 391 fő (2023. január 1.). Montasola Casperia, Cottanello, Vacone, Torri in Sabina és Contigliano községekkel határos.

## Népesség
A település lakossága az elmúlt években az alábbi módon változott:
| Lakosok száma | 387  | 391  | 391  |
|               | 2017 | 2018 | 2023 |